# Saurauia angica
Saurauia angica är en tvåhjärtbladig växtart som beskrevs av Ryozo Kanehira och Sumihiko Hatusima.
Saurauia angica ingår i släktet Saurauia och familjen Actinidiaceae. Inga underarter finns listade i Catalogue of Life.